# Каневщина (Черкасская область)
Каневщина (укр. Канівщина) — посёлок в Золотоношском районе Черкасской области Украины.
Население по переписи 2001 года составляло 218 человек. Почтовый индекс — 19742. Телефонный код — 4737.

## Местный совет
19741, Черкасская обл., Золотоношский р-н, с. Вознесенское, ул. Ленина, 21

## История
Есть на карте 1816 года как Згарская.
В 1862 году на хуторе владельческом было 30 дворов и там проживало 110 человек (50 мужского и 60 женского пола).
Между 1992 и 2000 годами Каневщина выделилась из Вознесенского, к которому после 1945 года был присоеденен хутор Сухосгар